# 漢達爾姆山
46°50′48″N 15°1′11″E / 46.84667°N 15.01972°E

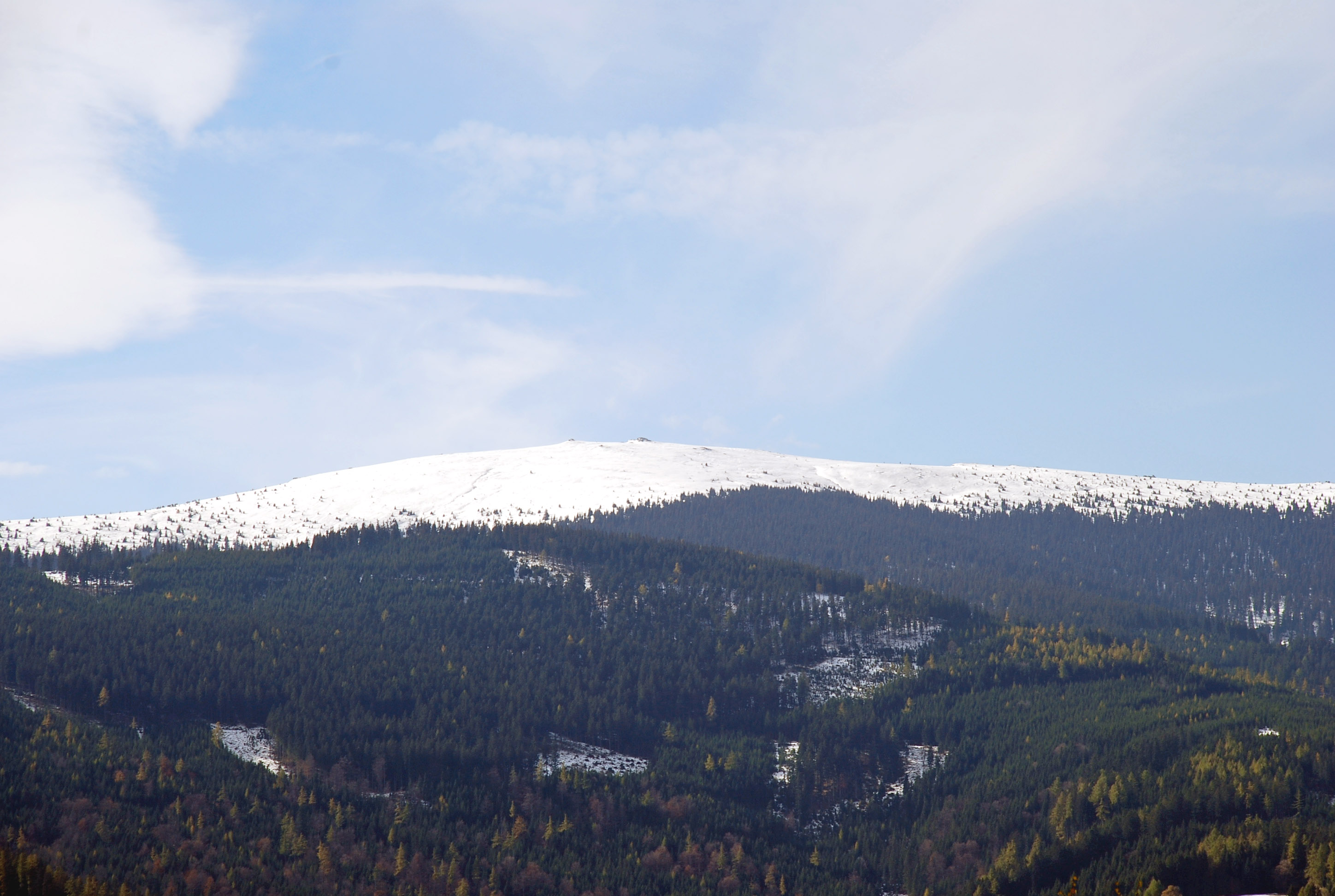

漢達爾姆山（德語：Handalm），是奧地利的山峰，位於該國東南部，由施泰爾馬克州負責管轄，屬於科拉爾佩山的一部分，海拔高度1,853米，山體由麻岩組成。